# Federació de Futbol del Sud-est Asiàtic
La Federació de Futbol del Sud-est Asiàtic o Federació de Futbol de l'ASEAN, també coneguda per l'acrònim AFF (en anglès: ASEAN Football Federation), és l'òrgan de govern del futbol de les federacions del Sud-est d'Àsia de la Confederació Asiàtica de Futbol (AFC). L'ASEAN és l'Associació de Nacions del Sud-est Asiàtic (en anglès: Association of Southeast Asian Nations), una associació d'estats del sud-est d'Àsia amb finalitats polítiques, econòmiques i culturals.
L'AFF va ser fundada l'any 1984 per les federacions de Brunei, Indonèsia, Malàisia, Singapur, Filipines i Tailàndia. El 1996 s'hi van unir les federacions de Cambodja, Laos, Myanmar i Vietnam, també països membre de l'ASEAN.
L'any 2004 es va ampliar amb la Federació de Futbol de Timor Oriental i, l'any 2006, la Federació de Futbol d'Austràlia, que s'havia quedat sense rivals competitius a la Confederació de Futbol d'Oceania (OFC), va ser admesa a l'AFF.
L'AFF és una de les cinc zones geogràfiques en què està dividida l'AFC i una de les sis confederacions que integren la Federació Internacional de Futbol Associació (FIFA).
La principal competició que organitza l'AFF és el Campionat de l'AFF (en anglès: AFF Championship o ASEAN Football Federation Championship) que es disputa des de 1996. Fins al 2004 es va anomenar Tiger Cup i, des de 2008, és més coneguda com a AFF Suzuki Cup per raons de patrocini. L'AFF també organitza els campionats de les categories inferiors de futbol, de futbol sala i de futbol platja. Tant en categories masculines com femenines.
Des de 2006, l'AFF organitza la versió femenina de la competició anomenada AFF Women's Championship.

## Membres de l'AFF
| Pais           | Federació                                 |
| -------------- | ----------------------------------------- |
| Austràlia      | Federació de Futbol d'Austràlia           |
| Brunei         | Associació de Futbol de Brunei Darussalam |
| Cambodja       | Federació de Futbol de Cambodja           |
| Filipines      | Federació de Futbol de les Filipines      |
| Indonèsia      | Associació de Futbol d'Indonèsia          |
| Laos           | Federació de Futbol de Laos               |
| Malàisia       | Associació de Futbol de Malàisia          |
| Myanmar        | Federació de Futbol de Myanmar            |
| Singapur       | Associació de Futbol de Singapur          |
| Tailàndia      | Associació de Futbol de Tailàndia         |
| Timor Oriental | Federació de Futbol de Timor Oriental     |
| Vietnam        | Federació de Futbol del Vietnam           |